# Politica orientale augustea
La politica orientale augustea rappresenta il quadro politico-strategico dei confini imperiali orientali dell'Impero romano, al tempo del principato di Augusto, in seguito all'occupazione dell'Egitto avvenuta al termine della guerra civile tra Ottaviano e Marco Antonio (31-30 a.C.).

## Guerra di occupazione

### Contesto storico
Quasi a dispetto dell'indole apparentemente pacifica di Augusto, il suo principato fu il più travagliato da guerre di quanto non lo siano stati quelli della maggior parte dei suoi successori. Solo Traiano e Marco Aurelio si trovarono a lottare contemporaneamente su più fronti, al pari di Augusto. 
Sotto Augusto, infatti, furono coinvolte quasi tutte le frontiere, dall'oceano settentrionale fino alle rive del Ponto, dalle montagne della Cantabria fino al deserto dell'Etiopia, in un piano strategico preordinato che prevedeva il completamento delle conquiste lungo l'intero bacino del Mediterraneo ed in Europa, con lo spostamento dei confini più a nord lungo il Danubio e più ad est lungo l'Elba (in sostituzione del Reno).
Le campagne di Augusto furono effettuate con il fine di consolidare le conquiste disorganiche dell'età repubblicana, le quali rendevano indispensabili numerose annessioni di nuovi territori. Mentre l'Oriente poté rimanere più o meno come Antonio e Pompeo lo avevano lasciato, in Europa fra il Reno ed il Mar Nero fu necessaria una nuova riorganizzazione territoriale in modo da garantire una stabilità interna e, contemporaneamente, frontiere più difendibili.

### Situazione antecedente
Le campagne di Marco Antonio in Partia erano state fallimentari. Non solo non era stato vendicato l'onore di Roma in seguito alla sconfitta subita dal console Marco Licinio Crasso a Carre del 53 a.C., ma le armate romane erano state battute nuovamente in territorio nemico e la stessa Armenia era entrata nella sfera di influenza romana solo per poco tempo. Fu solo al termine della guerra civile, con la battaglia di Azio (nel 31 a.C.) e l'occupazione dell'Egitto (nel 30 a.C.) che Ottaviano poté concentrarsi sul problema partico e sull'assetto dell'intero Oriente romano. Il mondo romano si aspettava forse una serie di campagne e forse anche la conquista della stessa Partia, considerando che Augusto era il figlio adottivo del grande Cesare, il quale aveva progettato una campagna sulle orma del macedone.

### Forze in campo
Augusto riuscì a schierare un esercito composto da numerose legioni:
- per il fronte Orientale: Legio III Gallica, Legio VI Ferrata, Legio X Fretensis e Legio XII Fulminata.[7][8]

### Politica orientale

#### Ad occidente dell'Eufrate

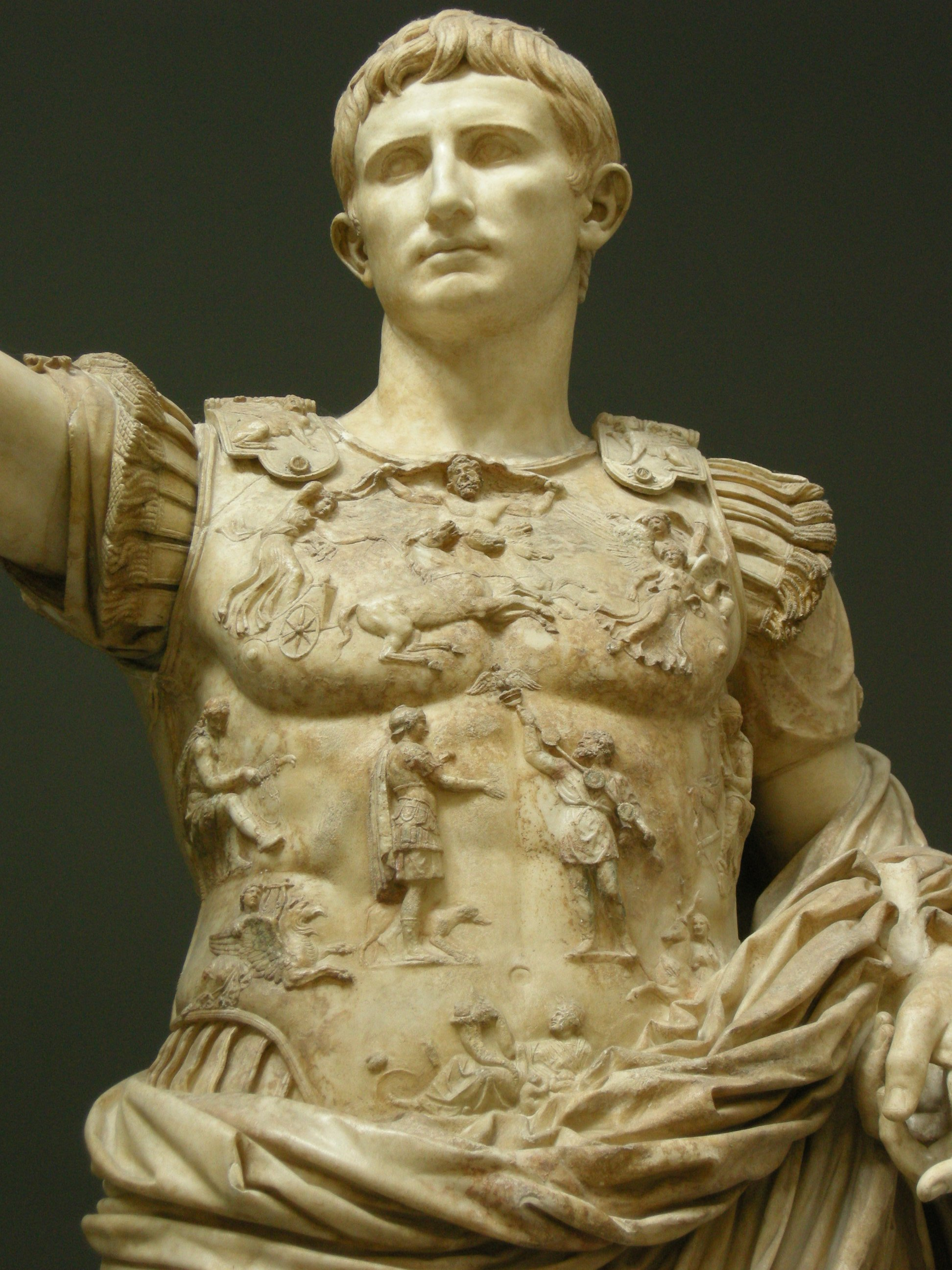
Dettaglio dell'Augusto loricato o "di Prima Porta", statua dell'imperatore Augusto, ritratto in tenuta militare da parata. Sulla corazza è rappresentata la scena della consegna delle insegne legionarie di Marco Licinio Crasso da parte del re dei Parti, Fraate IV

Ad occidente dell'Eufrate, Augusto provò a riorganizzare l'Oriente romano, sia inglobando alcuni stati vassalli e trasformandoli in province romane (come la Galazia di Aminta nel 25 a.C., o la Giudea di Erode Archelao nel 6 (dopo che vi erano stati dei primi disordini nel 4 a.C. alla morte di Erode il Grande), sia rafforzando vecchie alleanze con re locali, divenuti "re clienti di Roma" (come accadde ad Archelao, re di Cappadocia, ad Asandro re del Bosforo Cimmerio, a Polemone I re del Ponto, oltre ai sovrani di Emesa, Iturea, Commagene, Cilicia, Calcide, Nabatea, Iberia, Colchide e Albania).

#### Ad oriente dell'Eufrate
Ad oriente dell'Eufrate, in Armenia, Partia e Media, Augusto ebbe come obbiettivo quello di ottenere la maggiore ingerenza politica senza intervenire con dispendiose azioni militari. Ottaviano mirò infatti a risolvere il conflitto con i Parti in modo diplomatico, con la restituzione nel 20 a.C., da parte del re parto Fraate IV, delle insegne perdute da Crasso nella battaglia di Carre del 53 a.C. Egli avrebbe potuto rivolgersi contro la Partia per vendicare le sconfitte subite da Crasso e da Antonio, al contrario ritenne invece possibile una coesistenza pacifica dei due imperi, con l'Eufrate come confine per le reciproche aree di influenza. Di fatto entrambi gli imperi avevano più da perdere da una sconfitta, di quanto potessero realisticamente sperare di guadagnare da una vittoria. Infatti, durante tutto il suo lungo principato, Augusto concentrò i suoi principali sforzi militari in Europa. Il punto cruciale in Oriente era, però, costituito dal regno d'Armenia che, a causa della sua posizione geografica, era da un cinquantennio oggetto di contesa fra Roma e la Partia. Egli mirò a fare dell'Armenia uno stato-cuscinetto romano, con l'insediamento di un re gradito a Roma, e se necessario imposto con la forza delle armi.

##### Prima crisi partica: Augusto recupera le insegne di Crasso (23-20 a.C.)
Nel 23 a.C., poco dopo l'invio di Marco Vipsanio Agrippa in Oriente come sorta di "vice reggente" dello stesso imperatore Augusto, arrivarono a Roma ambasciatori del re dei Parti chiedendo gli fossero consegnati sia Tiridate II, ex sovrano parto (che si era rifugiato a Roma dal 26 a.C.), sia il giovane figlio del nuovo re. Augusto, pur rifiutandosi di consegnare il primo, che poteva tornargli ancora utile in futuro, decise di liberare il figlio del re Fraate IV, a condizione che le insegne di Marco Licinio Crasso ed i prigionieri di guerra del 53 a.C. fossero restituiti allo Stato romano.
In Armenia, nel frattempo, regnava una divisione cronica fra i nobili: il partito filoromano aveva inviato ad Augusto un'ambasceria per chiedere un processo contro il re Artaxias II, la sua deposizione e la sostituzione al trono di Armenia del fratello minore, Tigrane III, che era vissuto a Roma dal 29 a.C. Al termine del 21 a.C., Augusto ordinò al figliastro Tiberio, che aveva allora ventuno anni, di condurre un esercito legionario dai Balcani in Oriente, con il compito di porre sul trono armeno Tigrane III, e recuperare le insegne imperiali.
Lo stesso Augusto si recò in Oriente. Il suo arrivo e l'avvicinarsi dell'esercito di Tiberio produssero l'effetto desiderato sul re dei Parti. Di fronte al pericolo di un'invasione romana che avrebbe potuto costargli il trono, Fraate IV decise di cedere e, pur rischiando di scontentare il suo stesso popolo, restituì le insegne ed i prigionieri romani ancora in vita. Augusto fu proclamato per la nona volta imperator. La restituzione delle insegne e dei prigionieri fu un successo diplomatico paragonabile alle migliori vittorie ottenute sul campo di battaglia. 
(Svetonio, Augustus, 21.)
(Svetonio, Augustus, 43.)
Augusto, che aveva così deciso, al momento di recuperare le insegne perdute a Carre, di abbandonare la politica aggressiva che Crasso e Antonio avevano condotto in Oriente, riuscì a stabilire relazioni amichevoli con il vicino impero dei Parti. Egli avrebbe potuto vendicare la sconfitta ed il tradimento subiti da Crasso nel 53 a.C. Al contrario, ritenne opportuna una coesistenza pacifica dei due imperi, con l'Eufrate come confine dei reciproci domini.
Il tentativo di sottomettere la Partia avrebbe richiesto un notevole impiego di uomini e mezzi finanziari, oltre alla possibilità di spostare il baricentro dell'impero, dal Mediterraneo più ad oriente, ora che Augusto era intenzionato a concentrare i propri sforzi sul fronte Europeo. Le relazioni tra i Parti dipendevano, pertanto, più dalla diplomazia che dalla guerra. Solo in Oriente Roma si trovava di fronte ad un'altra grande "superpotenza dell'antichità classica", anche se non paragonabile alla forza e dimensioni di quella romana.
I rapporti di amicizia instaurati tra Roma ed i Parti favorirono, infine, il partito filoromano della vicina Armenia, e prima che Tiberio raggiungesse l'Eufrate, Artaxias II fu assassinato dai suoi stessi cortigiani. Tiberio, entrato nel paese senza incontrare resistenza ed in presenza delle legioni, pose solennemente il diadema regale sul capo di Tigrane III, ed Augusto poté annunziare di aver conquistato l'Armenia, pur astenendosi dall'annetterla.

##### Seconda crisi partica (1 a.C.-4)
Nell'1 a.C., Artavaside III, re d'Armenia filo-romano, fu eliminato dall'intervento dei Parti e dal pretendente al trono Tigrane IV. Questo fu un grave affronto al prestigio romano. Augusto, non potendo più contare sulla collaborazione di Tiberio (ritiratosi in ritiro volontario a Rodi) e di Agrippa ormai morto da oltre un decennio, oltre ad essere egli stesso troppo vecchio per intraprendere un altro viaggio in Oriente, decise di inviare il giovane nipote Gaio Cesare a trattare la questione armena, conferendogli poteri proconsolari superiori a quella di tutti i governatori provinciali d'Oriente. Ad accompagnarlo fu mandato insieme a lui anche Marco Lollio, che aveva fatto esperienza in Oriente alcuni anni prima, al momento di dover riorganizzare la neo provincia di Galazia.
Gaio Cesare raggiunse la Siria agli inizi dell'1 e qui iniziò il suo consolato. Quando Fraate V, re di Partia, venne a conoscenza della missione del giovane principe, ritenne sarebbe stato più conveniente negoziare, piuttosto che affrontare la crisi con durezza, rischiando una nuova guerra. Egli chiese, in cambio della sua disponibilità a trattare, il ritorno dei suoi quattro fratellastri che abitavano a Roma e che costituivano una potenziale minaccia alla sua futura sicurezza. Augusto, ovviamente, non poteva che rifiutarsi di cedere familiari così importanti per la causa orientale. Al contrario gli intimò di lasciare l'Armenia.
Fraate V si rifiutò di lasciare il controllo dell'Armenia nelle mani dei Romani, e continuò a mantenerne la sua supervisione sopra il nuovo re, Tigrane IV, il quale, però, mandò a Roma alcuni ambasciatori con doni, riconoscendo ad Augusto la potestà sul suo regno, e chiedendogli di lasciarlo sul trono. Augusto, soddisfatto di questo riconoscimento, accettò i doni, ma chiese a Tigrane di recarsi presso Gaio in Siria per trattare la sua possibile permanenza sul trono d'Armenia. Il comportamento di Tigrane III indusse Fraate V a cambiare idea, costringendolo a venire a patti con Roma. Rinunziò alle sue pretese di veder tornare i suoi fratellastri, e si dichiarò pronto a porre fine ad ogni interferenza in Armenia.

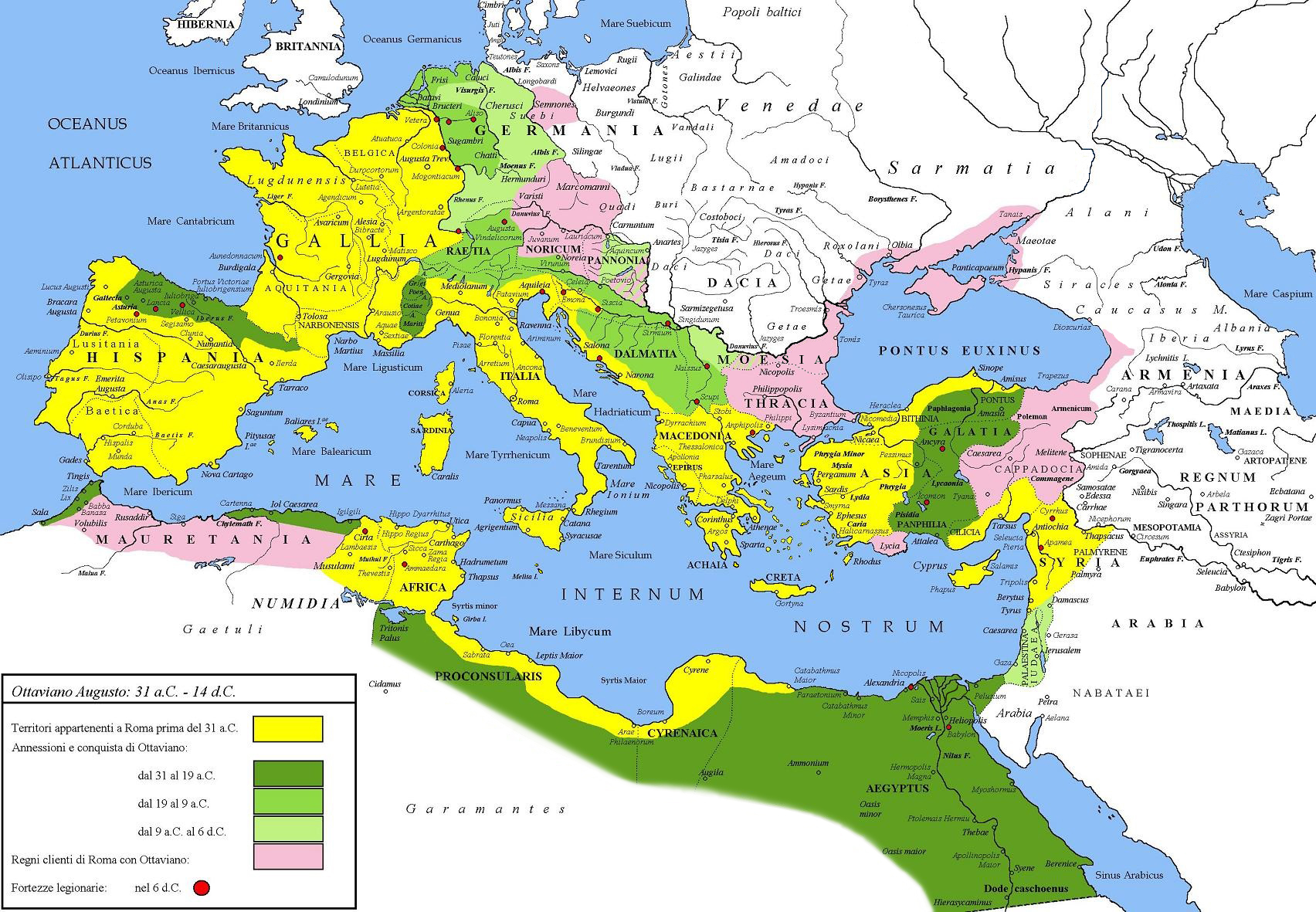
Il nuovo assetto provinciale augusteo in Oriente.

Questo stesso anno venne concluso un patto tra il principe romano Gaio Cesare, ed il gran re dei Parti, in territorio neutrale su di un'isola dell'Eufrate, riconoscendo ancora una volta questo fiume come confine naturale fra i due imperi. Tale incontro sanciva il reciproco riconoscimento tra Roma e la Partia, di Stati indipendenti con uguali diritti di sovranità. Prima di accomiatarsi, il sovrano parto Fraate V, informò Gaio che Marco Lollio aveva abusato del suor ruolo ed aveva accettato compensi da potenti re di stati orientali. L'accusa era vera e Gaio, dopo aver esaminato le prove, allontanò Lollio dal suo seguito. Pochi giorni dopo Lollio morì, probabilmente suicida, e venne sostituito nel ruolo di consigliere del principe da Publio Sulpicio Quirinio, soprattutto per le sue doti militari ed esperienze diplomatiche maturate nella precedente carriera.
Nel frattempo Tigrane IV era stato ucciso nel corso di una guerra, forse fomentata dai nobili armeni antiromani, contrari alla sottomissione a Roma. La morte di Tigrane fu seguita dall'abdicazione di Erato, sua sorellastra e moglie, e Gaio, in nome di Augusto, diede la corona ad Ariobarzane, già re della Media dal 20 a.C. Il partito antiromano, rifiutandosi di riconoscere Ariobarzane quale nuovo re d'Armenia, provocò disordini ovunque, costringendo Gaio Cesare ad intervenire direttamente con l'esercito. Il principe romano, poco prima di attaccare la fortezza di Artagira (forse vicino a Kagizman nella valle del fiume Arasse), fu invitato ad un colloquio con il comandante del forte, un certo Addon, il quale sembra volesse rivelargli importanti dettagli sulle ricchezze del re dei Parti. Ciò si rivelò, però, una trappola, poiché al suo arrivo Addon e le sue guardie tentarono di uccidere il principe romano, che riuscì a sopravvivere all'agguato pur rimanendo ferito gravemente.
Il forte fu, in seguito a questi fatti, assediato ed espugnato dopo una lunga resistenza e la rivolta fu sedata, ma Gaio non si rimise più dalla ferita. Morì due anni più tardi, nel 4 d.C. in Licia. Questo fu il tragico epilogo di anni di trattative, che portarono ad un nuovo modus vivendi tra la Partia e Roma, e dove quest'ultima stabiliva la sua supremazia sull'importante stato armeno.

## Conseguenze
La presenza di Augusto in Oriente subito dopo la battaglia di Azio, nel 30-29 a.C. poi dal 22 al 19 a.C., oltre a quella di Agrippa fra il 23-21 a.C. e ancora tra il 16-13 a.C., dimostrava l'importanza di questo settore strategico. Fu necessario raggiungere un modus vivendi con la Partia, l'unica potenza in grado di creare problemi a Roma lungo i confini orientali. Di fatto entrambi gli imperi avevano più da perdere da una sconfitta, di quanto potessero realisticamente sperare di guadagnare da una vittoria. Infatti, durante tutto il suo lungo principato, Augusto concentrò i suoi principali sforzi militari in Europa.
La Partia accettò di fatto che ad ovest dell'Eufrate Roma organizzasse gli stati a suo piacimento. Il punto cruciale in Oriente era, però, costituito dal regno d'Armenia che, a causa della sua posizione geografica, era da un cinquantennio oggetto di contesa fra Roma e la Partia. Egli mirò a fare dell'Armenia uno stato-cuscinetto-cliente romano, con l'insediamento di un re gradito a Roma, e se necessario imposto con la forza delle armi.

### Fonti primarie
- Augusto, Res gestae divi Augusti.
- Cassio Dione, Storia romana, libri LIII-LIX.
- Floro, Epitome di Storia romana, II.
- Svetonio, Vite dei Cesari, libri II e III.
- Tacito, Annales, I-II.
- Velleio Patercolo, Storia di Roma, II.

### Fonti secondarie
- AAVV, Cambridge Ancient History. L'impero romano da Augusto agli Antonini, Milano, 1975,  pp. Vol. VIII.
- F.A.Arborio Mella, L'impero persiano da Ciro il Grande alla conquista araba, Milano 1980, Ed.Mursia.
- Michael Grant, Gli imperatori romani, Roma, Newton & Compton, 1984, ISBN 88-7819-224-4.
- E.Horst, Cesare, Milano 1982.
- D.Kennedy, L'Oriente, in Il mondo di Roma imperiale: la formazione, a cura di J.Wacher, Bari 1989.
- Levi, Mario Attilio, Augusto e il suo tempo, Milano 1994.
- Santo Mazzarino, L'Impero romano, Bari, Laterza, 1976,  pp. Vol. I, ISBN 88-420-2401-5.
- Fergus Millar, The roman near east - 31 BC / AD 337, Harvard 1993.
- (EN) Chris Scarre, Chronicle of the Roman Emperors, Londra, 1995, ISBN 0-500-05077-5.
- Howard Scullard, Storia del mondo romano, Milano, Rizzoli, 1992, ISBN 88-17-11903-2.
- Southern, Pat, Augustus, Londra-N.Y. 2001.
- Antonio Spinosa, Augusto. Il grande baro, Milano, Mondadori, 1996, ISBN 88-04-41041-8.
- Antonio Spinosa, Tiberio. L'imperatore che non amava Roma, Milano, Mondadori, 1991, ISBN 88-04-43115-6.
- Ronald Syme, L'aristocrazia augustea, Milano, Rizzoli, 1992, ISBN 88-17-11607-6.
- (EN) Ronald Syme, The Roman Revolution, Oxford, 2002, ISBN 0-19-280320-4.

### Personaggi/Popoli del periodo
- Augusto
- Marco Vipsanio Agrippa, Tiberio e Gaio Cesare
- Fraate IV e Fraate V
- Parti e Regno d'Armenia

### Località del periodo
- Siria (provincia romana)
- Regno d'Armenia
- Partia (satrapia)
- Limes romano